# Acaena splendens
Acaena splendens es una especie de planta del género Acaena, perteneciente a la familia Rosaceae.

## Taxonomía
Acaena splendens fue descrita por Hook. y Arn. en 1833.

## Distribución
Se encuentra en el territorio noroeste de Argentina y centro de Chile.